# Rosso napoletano
Rosso napoletano, messo in commercio anche con il titolo Toni Esposito, è il primo album discografico del percussionista napoletano Toni Esposito, pubblicato dall'etichetta discografica Numero Uno nel dicembre del 1974.

## Tracce
Lato A
1. Rosso napoletano – 18:08 (Toni Esposito, Paul Buckmaster)

Lato B
1. Danza dei bottoni – 7:03 (Toni Esposito)
2. Il venditore di elastici – 5:11 (Toni Esposito, Paul Buckmaster)
3. Breakfast – 1:37 (Toni Esposito, Robert Fix)
4. L'eroe di plastica – 3:48 (Toni Esposito)

## Formazione
- Tony Esposito - voce, batteria, percussioni, battito di mani, bonghi, cucchiai, campanaccio, timpani, piatti, tamburello, nacchere, lastra, legnetti
- Paul Buckmaster - sintetizzatore, pianoforte, Fender Rhodes, ARP
- Gigi De Rienzo - chitarra acustica, cori, chitarra elettrica, steel guitar, charango, basso
- Mark Harris - pianoforte, Fender Rhodes
- Bruno Limone - basso
- Robert Fix - sassofono soprano, sassofono contralto, battito di mani
- Edoardo Bennato - voce intro in Rosso Napoletano e Breakfast

Note aggiuntive
- Renato Marengo - produzione e realizzazione
- Maria Laura Giulietti - collaborazione alla produzione
- Tony Esposito e Paul Buckmaster - direzione artistica
- Tutti i brani sono stati eseguiti e registrati negli studi Chantalain di Roma nei mesi di settembre-ottobre 1974
- Giorgio Loviscek - tecnico di registrazione
- Michelangelo Romano - collaborazione tecnica
- Paul Buckmaster, Tony Esposito e Giorgio Loviscek - mixage (brani: Rosso napoletano / Il venditore di elastici)
- Tony Esposito e Giorgio Loviscek - mixage (brani: Danza dei bottoni / Breakfast / L'eroe di plastica)
- Umberto Telesco - copertina e concept album, foto
- Piero De Silvestro - grafica[3]